# Otto Kaiser
Pour les articles homonymes, voir Kaiser.
Otto Kaiser est un patineur artistique autrichien né le 8 mai 1901 et mort le 7 juin 1977.

## Biographie

### Carrière sportive
Il est notamment champion du monde en 1929 et médaillé d'argent olympique aux Jeux d'hiver de 1928 avec Lilly Scholz.

## Palmarès
| Compétition             | 1924 | 1925 | 1926 | 1927 | 1928 | 1929 |
| Jeux olympiques         |      |      |      |      | 2e   |      |
| Championnats du monde   |      | 3e   | 2e   | 2e   | 2e   | 1er  |
| Championnats d'Autriche | 1er  |      |      | 1er  | 1er  | 1er  |

| Compétition             | 1931 | 1932 | 1933 |
| Championnats du monde   | 8e   |      |      |
| Championnats d'Autriche |      |      | 3e   |